# Harzweg 34 (Quedlinburg)

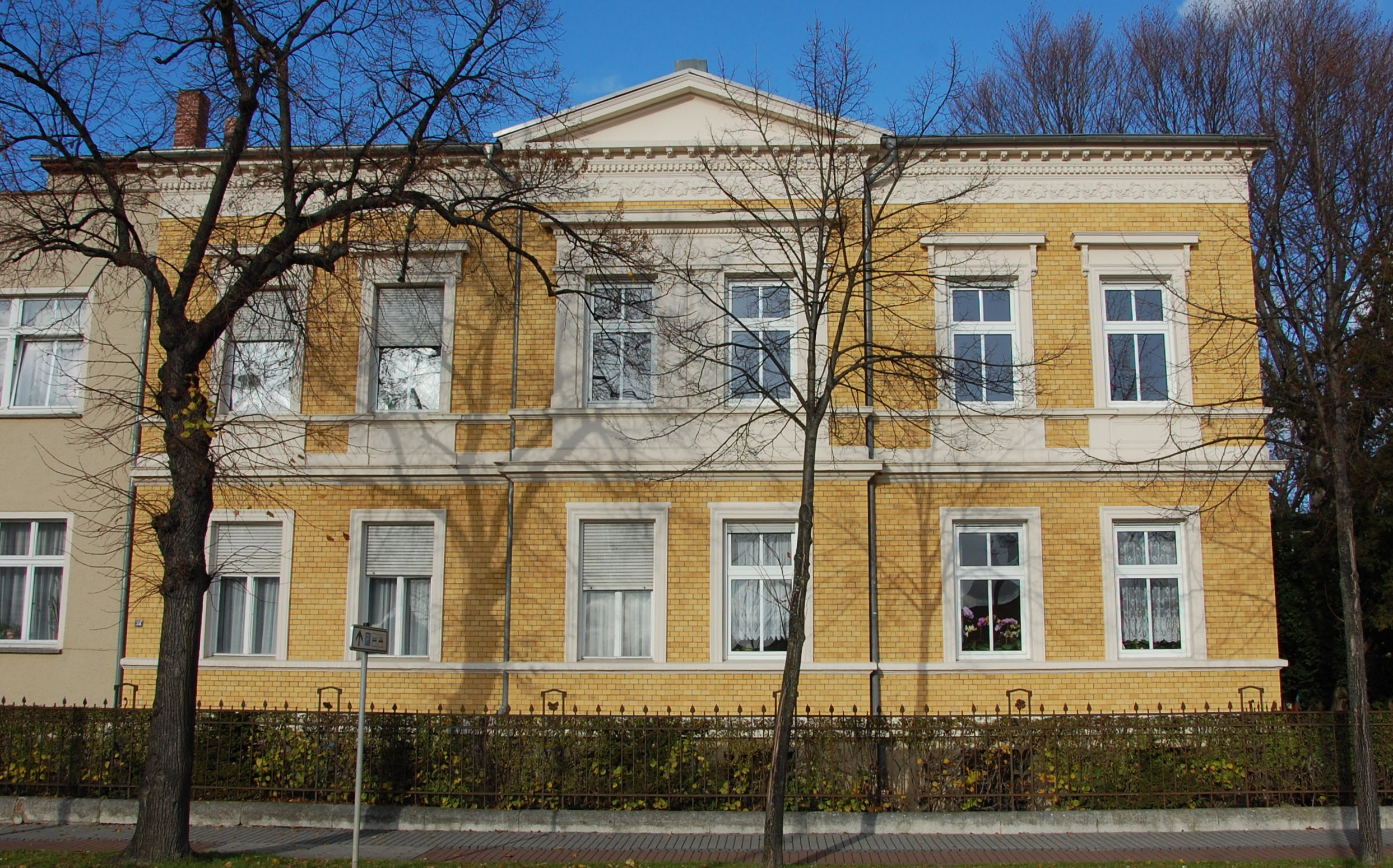
Harzweg 34

Das Haus Harzweg 34 ist ein denkmalgeschütztes Gebäude in Quedlinburg in Sachsen-Anhalt.

## Lage
Das im Quedlinburger Denkmalverzeichnis als Wohnhaus eingetragene Gebäude befindet sich südlich der Quedlinburger Altstadt, auf der nördlichen Seite des Harzwegs.

## Architektur und Geschichte
Das zweigeschossige Haus wurde um 1890 im Stil des Klassizismus errichtet. Die Fassade besteht aus gelben Klinkern, wobei die Gliederung durch Stuck-, Putz- und Sandsteinelemente erfolgt.
Auf dem Hof befindet sich eine Remise in Fachwerkbauweise.